# Midsummer Island
Midsummer Island ist eine Insel zwischen dem Festland, hier den Küstenbergen der Northern Pacific Ranges, der kanadischen Provinz British Columbia und der vorgelagerten Insel Vancouver Island. Midsummer Island gehört zur Inselgruppe des Broughton-Archipels und liegt im Regional District of Mount Waddington. Außerdem wird die Insel dem Great Bear Rainforest zugerechnet. 
Gemeinden gibt es auf der Insel nicht. Daher ist die Insel auch nicht mit einer öffentlichen Fähre erreichbar.
Midsummer Island gehört zum Schutzgebiet des Broughton Archipelago Conservancy. Die umliegenden Inseln und Gewässer gehören weitgehend entweder auch zum Schutzgebiet des Broughton Archipelago Conservancy oder alternativ zum Broughton Archipelago Marine Provincial Park.

## Lage
Die Insel liegt am östlichen Ende der Königin-Charlotte-Straße. Innerhalb der Inselgruppe liegt die Insel dann im zentralen Westen. Nördlich liegt Bonwick Island. Nordöstlich und östlich der Insel sowie verschiedener kleiner Inseln und der Spring Passage liegt Gilford Island. Südlich der Insel befindet sich das westliche Ende des Knight Inlet. Südlich des Knight Inlet liegen zahlreich kleine und kleinste Inseln. Von den dort gelegenen Inseln sind (von West nach Ost) Swanson Island, Crease Island und Village Island die größten. Westlich von Midsummer Island liegen nur noch verschiedene kleine Inseln, von denen Cedar Island sowie Owl Island wiederum die größten sind, und dann der offene Bereich der Königin-Charlotte-Straße.